# Griechische Badminton-Juniorenmeisterschaft
Die Griechischen Badminton-Juniorenmeisterschaften werden seit 1991 ausgetragen.

## Die Titelträger
| Saison | Herreneinzel                 | Dameneinzel                     | Herrendoppel                                       | Damendoppel                                                | Mixed                                           |
| ------ | ---------------------------- | ------------------------------- | -------------------------------------------------- | ---------------------------------------------------------- | ----------------------------------------------- |
| 1991   | Leonidas Moustakas           | Linta Zambactian                | nicht ausgetragen                                  | nicht ausgetragen                                          | nicht ausgetragen                               |
| 1992   | Leonidas Moustakas           | Maria Konstantinidou            | Leonidas Moustakas Goulas                          | Andreapou Maria Konstantinodou                             | nicht ausgetragen                               |
| 1993   | Leonidas Moustakas           | Natali Sirabonian               | Leonidas Moustakas Pakentzis                       | Natali Sirabonian Sirabonian                               | Goulas Andreadou                                |
| 1994   | Leonidas Moustakas           | Natali Sirabonian               | Pavlos Charalambidis Kehlimbaris                   | Maria Konstantinodou Mihailidou                            | Leonidas Moustakas Chatzikonstantinidou         |
| 1995   | Pavlos Charalambidis         | Natali Sirabonian               | Pavlos Charalambidis Kehlimbaris                   | Constantina Katsani Tambaki                                | Pavlos Charalambidis Constantina Katsani        |
| 1996   | Pavlos Charalambidis         | Christina Karakezova            | Panagiotis Pakaiser Christos Tsartsidis            | Constantina Katsani Savvato Avramidou                      | Pavlos Charalambidis Papaevangelou              |
| 1997   | Pavlos Charalambidis         | Constantina Katsani             | Panagiotis Pakaiser Christos Tsartsidis            | Maria Sotiroglou Savvato Avramidou                         | Pavlos Charalambidis Constantina Katsani        |
| 1998   | Christos Tsartsidis          | Savato Avramidou                | Panagiotis Pakaiser Christos Tsartsidis            | Efremidou Tsolakidou                                       | Sahpatsidis Constantina Katsani                 |
| 1999   | Christos Tsartsidis          | Savato Avramidou                | Christos Tsartsidis Abraham Sahpatsidis            | Antonia Karagiaouridou Stella Theodoridou                  | Christos Tsartsidis Stella Theodoridou          |
| 2000   | Panagiotis Skarlatos         | Antonia Karagiaouridou          | Giorgos Galvas Panagiotis Skarlatos                | Anna Charalambidou Nikoleta Kaloupa                        | Panagiotis Skarlatos Antonia Karagiaouridou     |
| 2001   | Panagiotis Skarlatos         | Antonia Karagiaouridou          | Vasilis Kiomouftzidis Triantafilos Tsavlidis       | Anna Charalambidou Antonia Karagiaouridou                  | Giorgos Galvas Antonia Karagiaouridou           |
| 2002   | Panagiotis Skarlatos         | Anna Charalambidou              | Vasilis Kiomourtzidis Giorgos Galvas               | Stella Mousouli Xenia Psirra                               | Panagiotis Skarlatos Antonia Karagiaouridou     |
| 2003   | Panagiotis Skarlatos         | Xenia Psirra                    | Vasilis Kiomourtzidis Giorgos Galvas               | Stella Mousouli Xenia Psirra                               | Vasilis Kiomourtzidis Anna Charalambidou        |
| 2004   | Georgios Charalambidis       | Stavroula Poutoka               | Thomas Poutokas Georgios Charalambidis             | Stavroula Poutoka Christina Diamantopoulou                 | Georgios Charalambidis Christina Diamantopoulou |
| 2005   | Panayiotis Skarlatos         | Theodora Ligomenou              | Thomas Poutokas Thomas Leventis                    | Christina Diamantopoulou Theodora Ligomenou                | Panagiotis Skarlatos Nikoleta Pliaka            |
| 2006   | Aggelos Kyriakopoulos        | Theodora Ligomenou              | Ilias Xanthou Giagtzis Dimitris                    | Nikoleta Pliaka Petroula Toga                              | Konstantinos Kalogeridis Pliaka Nikoleta        |
| 2007   | Ilias Xanthou                | Petroula Toga                   | Ilias Xanthou Aggelos Kyriakopoulos                | Nikoleta Pliaka Petroula Toga                              | Ilias Xanthou Petroula Toga                     |
| 2008   | Ilias Xanthou                | Petroula Toga                   | Ilias Xanthou Aggelos Kyriakopoulos                | Nikoleta Pliaka Petroula Toga                              | Ilias Xanthou Sioi Eleftheria                   |
| 2009   | Antonis Chatzifotis          | Elisavet Nioti                  | Ilias Xanthou Fotios Triantafillou                 | Anna Giannakidou Evgenia Vaggel                            | Antonios Chatzifotis Evgenia Vaggeli            |
| 2010   | Antonis Chatzifotis          | Elisavet Nioti                  | Georgios Kyriakopoulos Antonis Chatzifotis         | Anna Giannakidou Marina Vaggeltziki                        | Panagiotis Chatziaggelidis Anna Poulatsidou     |
| 2011   | Antonis Chatzifotis          | Elisavet Nioti                  | Spiros Chatzifotis Antonis Chatzifotis             | Eleni Melikidou Elisavet Nioti                             | Athanasopoulos Alexandros Vagia Polixeni        |
| 2012   | Leonidas Tasoulopoulos       | Eleni Papadopoulou              | Alexandros Kyriakopoulos Petros Papadopoulos       | Eleni Melikidou Paschalia Kosmidou                         | Ioannis Strimtsios Eleni Papadopoulou           |
| 2013   | Evaggelos Giagtzis           | Eleni Papadopoulou              | Dimitrios Roupelis Paschalis Melikidis             | Eleni Papadopoulou Paschalia Kosmidou                      | Petros Tentas Anna Damakoudi                    |
| 2014   | Athanasios Geranis           | Polivia Tzika                   | Dimitrios Roupelis Paschalis Melikidis             | Zoi Aleli Polivia Tzika                                    | Christos Karatzas Ilianna Mantouka              |
| 2015   | Paschalis Melikidis          | Zoi Aleli                       | Asimakis Vlachopoulos Panagiotis Botelis           | Aristea Apostolidou Eirini Gougleri                        | Paschalis Melikidis Polivia Tzika               |
| 2016   | Paschalis Melikidis          | Polivia Tzika                   | Athanasios Geranis Paschalis Melikidis             | Eleni Papadopoulou Zoi Aleli                               | Paschalis Melikidis Polivia Tzika               |
| 2017   | Paschalis Melikidis          | Dimitra Kroustalli              | Evaggelos Sotiriadis Paschalis Melikidis           | Ioanna Karapetridou Katerina Parisi                        | Marios Boulios Pantelia Bartzou                 |
| 2018   | Georgios Tsiolis             | Grammatoula Sotiriou            | Mihail Panagiotou Orfeas Tsamousiadis              | Theodora Lamprianidou Eleni Moutevelidou                   | Marios Boulios Dimitra Kroustalli               |
| 2019   | Georgios Tsiolis             | Grammatoula Sotiriou            | Rafail Kiosses Georgios Tsiolis                    | Theodora Lamprianidou Grammatoula Sotiriou                 | Orfeas Tsamousiadis Theodora Lamprianidou       |
| 2020   | Georgios Orfeas Tsamousiadis | Grammatoula Sotiriou            | Stavros Spiridopoulos Georgios Orfeas Tsamousiadis | Antonia Petroula Vlachantoni Athanasia Paulina Vlachantoni | Vasileios Rafail Kiosses Theodora Lamprianidou  |
| 2021   | Metzelos Sotiropoulos        | Athanasia Paulina Vlachantoni   | Ikaros Papadopoulos Kiriakos Katsiadramis          | Antonia Petroula Vlachantoni Athanasia Paulina Vlachantoni | Nikolaos Koutsiouroubas Mariam Labrianidou      |
| 2022   | Metzelos Sotiropoulos        | Thomai Agapi Pavlidou           | Georgios Giokas Maximos Paloukas                   | Stavriani Konstantina Pavlidou Thomai Agapi Pavlidou       | Metzelos Sotiropoulos Konstantina Vagena        |
| 2023   | Evangelos Stavros Anastasiou | Thomai Agapi Pavlidou           | Alexandros Vrachiolias Christos Kolobratsidis      | Savvina Gialama Aikaterini Spyridopoulou                   | Alexandros Vrachiolias Maria Kasapi             |
| 2024   | Evangelos Stavros Anastasiou | Charalambia Anatoli Vlachantoni | Evangelos Stavros Anastasiou Zisis Pegios          | Savvina Gialama Aikaterini Spyridopoulou                   | Christos Kolompratsidis Maria Kasapi            |
| 2025   | Evangelos Stavros Anastasiou | Melina Maria Anastasiou         | Evangelos Stavros Anastasiou Zisis Pegios          | Zoe Gioka Despoina Papachristou                            | Dimitrios Konstantinidis Maria Kasapi           |